# ناحیه سانگامون، شهرستان کاس، ایلینوی
ناحیه سانگامون، شهرستان کاس، ایلینوی (به انگلیسی: Sangamon Valley Township) یک منطقهٔ مسکونی در ایالات متحده آمریکا است که در شهرستان کاس، ایلینوی واقع شده‌است. ناحیه سانگامون ۳۲۸ نفر جمعیت دارد و ۱۸۹ متر بالاتر از سطح دریا واقع شده‌است.